# Királyok völgye 25

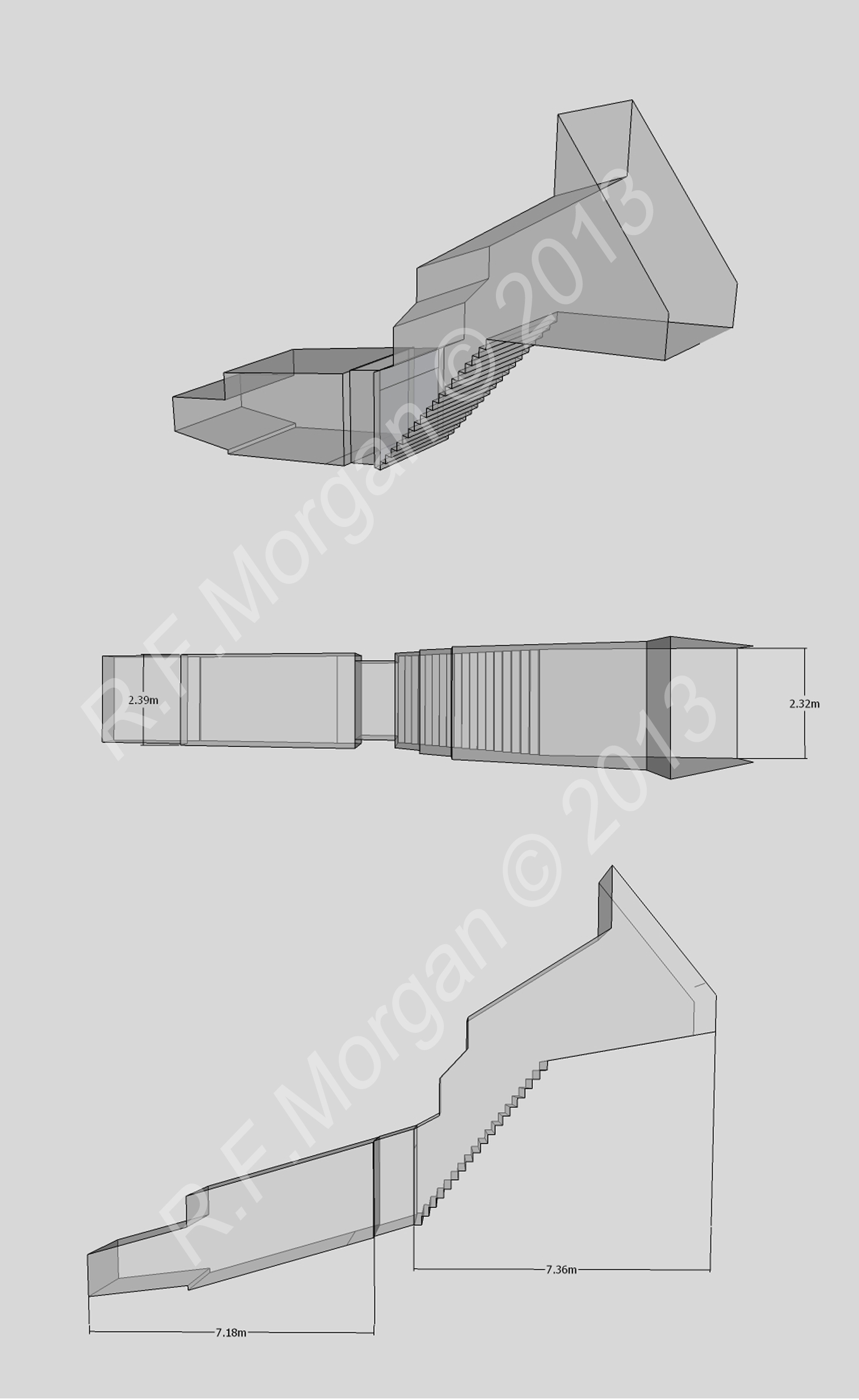
A sír izometrikus képe, alaprajza és oldalnézeti metszete egy 3D-modell alapján

A Királyok völgye 25 (KV25) vagy nyugati völgy 25 (WV25) egy egyiptomi sír a Királyok völgye nyugati völgyének délnyugati végében, körülbelül 90 méterrel a KV23 alatt. Egyértelműen megkezdett királysír, de nem fejezték be – a szokásos síralaprajzból csak az első két folyosó készült el – és nem is díszítették. Lehetséges, hogy ez Ehnaton megkezdett thébai sírja. 1972-73-ban a Minnesotai Egyetem régészcsoportja tárta fel, Otto Schaden vezetésével.
A sír egyenes tengelyű, 15,59 m hosszú, területe 35,58 m². Egy meredek lépcsőből és egy folyosóból áll, utóbbit felfedezésekor kőfal fedte el, odabenn egy, a harmadik átmeneti korra datált másodlagos temetkezéshez tartozó nyolc koporsót találtak, múmiákkal. Az itt talált kartonázsdarabok alapján a temetkezés nem korábbi a XXII. dinasztia koránál.

## Külső hivatkozások
- Theban Mapping Project: KV25